# Обора Василь Артемович
Обора Василь Артемович (10.01.1924, с. Шилівка Зіньківського району Полтавської області — 13.12.1993, м. Зіньків) — Почесний громадянин Зіньківщини. Працював завідувачем Дейкалівського клубу, головою Дейкалівської сільради. У 1959—1970 роках — голова колгоспу «Більшовик» (село Бірки). 23 роки очолював передове господарство «Україна». Протягом цього часу там вирощували рекордні врожаї, міжколгоспний відгодівельник утримував по 10-12 тис. голів ВРХ. За ініціативою В. А. Обори збудовано ряд об'єктів виробничого та соціально-культурного призначення на території Тарасівської сільради.
Депутат обласної, районної, сільської рад декількох скликань. Член зіньківського райкому партії. Нагороджений орденами Леніна, Жовтневої революції, Трудового Червоного Прапора, трьома медалями, Почесною грамотою Президії Верховної Ради УРСР. Удостоєний звання «Заслужений працівник сільського господарства».